# 1998 Titius
1998 Titius este un asteroid din centura principală, descoperit pe 24 februarie 1938 de Alfred Bohrmann.